# クレーベル・エドゥアルド・アラード
クレーベル・エドゥアルド・アラード（ポルトガル語: Cléber Eduardo Arado1972年10月11日 - 2021年1月2日）は、ブラジルの元サッカー選手。現役時代のポジションはフォワード。

## 来歴
クレーベルは1997年に日本の京都パープルサンガおよびスペインのCPメリダでプレーした以外は、ブラジル国内のクラブでプレーした。京都には1997年7月まで所属して、リーグ戦では10試合に出場し、1得点だった。2004年に現役を引退した。
新型コロナウイルス感染症で陽性と診断され、2020年11月29日よりパラナ州の州都クリチバの病院の集中治療室（ICU）に入院。2021年1月2日朝、新型コロナウイルス感染症による合併症により死去。

## 個人成績
| 国内大会個人成績 | 国内大会個人成績 | 国内大会個人成績 | 国内大会個人成績 | 国内大会個人成績 | 国内大会個人成績 | 国内大会個人成績 | 国内大会個人成績 | 国内大会個人成績 | 国内大会個人成績 | 国内大会個人成績 | 国内大会個人成績 |
| 年度             | クラブ           | 背番号           | リーグ           | リーグ戦         | リーグ戦         | リーグ杯         | リーグ杯         | オープン杯       | オープン杯       | 期間通算         | 期間通算         |
| 年度             | クラブ           | 背番号           | リーグ           | 出場             | 得点             | 出場             | 得点             | 出場             | 得点             | 出場             | 得点             |
| 日本             | 日本             | 日本             | 日本             | リーグ戦         | リーグ戦         | リーグ杯         | リーグ杯         | 天皇杯           | 天皇杯           | 期間通算         | 期間通算         |
| ---------------- | ---------------- | ---------------- | ---------------- | ---------------- | ---------------- | ---------------- | ---------------- | ---------------- | ---------------- | ---------------- | ---------------- |
| 1997             | 京都             | 9                | J                | 10               | 1                | 6                | 2                |                  |                  |                  |                  |
| 通算             | 日本             | 日本             | J                | 10               | 1                | 6                | 2                |                  |                  |                  |                  |
| 総通算           | 総通算           | 総通算           | 総通算           | 10               | 1                | 6                | 2                |                  |                  |                  |                  |